# Карпов, Владимир Львович
Владимир Львович Карпов (1907, Киев — 1986, Москва) — российский химик-технолог, доктор химических наук (1960). Профессор (1965). Заслуженный деятель науки РСФСР (1968). Один из создателей советской радиационной химии полимеров. Лауреат Государственной премии СССР (1969).

## Биография
В 1931 году окончил МХТИ им. Д. И. Менделеева, в 1934 году — аспирантуру. До 1935 работал в НИИ искусственного волокна.
С 1935 года и до конца жизни — в НИФХИ, в 1954-59 годах — заместитель директора по научной работе, в 1956-81 годах — заведующий лабораторией радиационной химии полимеров, с 1981 года — консультант. Один из инициаторов создания Обнинского филиала НИФХИ, заместитель директора по научной работе Обнинского филиала НИФХИ в 1959—1971 годах.
Открыл реакцию радиационного сшивания полимеров, открыл процессы структуризации кристаллических полимеров.
Похоронен на Новодевичьем кладбище.

## Семья
Отец — Лев Карпов, мать — Анна Карпова. Брат — Юрий Карпов.
Дочь Ирина Владимировна Карпова (1933-2018) — доктор физико-математических наук, художница.